# هیدروپلین

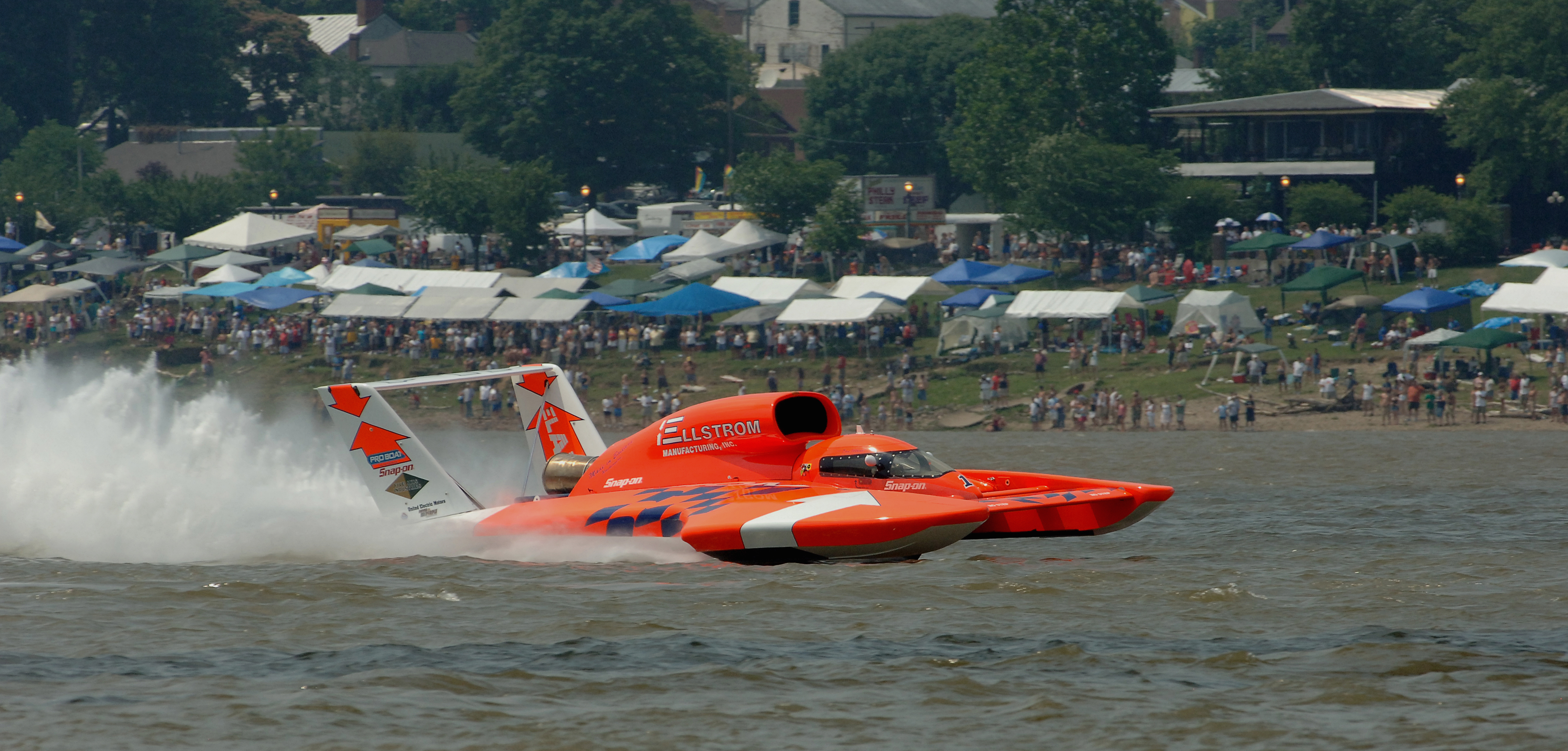

هیدروپلین (انگلیسی: Hydroplane) نوعی قایق موتوری سریع است که با توجه به طراحی بدنه و سرعت آن، وزن قایق توسط نیروی هوابری تحمل می‌شود، نه آنکه شناور شدن وزن قایق را تحمل کند.  
نکته اساسی در هیدروپلین‌ها آن است که آب تامین کننده نیروی برآر برای آنهاست نه شناوری. همچنین نیروی پیش‌ران و سکان آنها از طریق شناوری تامین نمی‌شود.